# 文会国
文会国（1953年—），湖南桃源人，汉族，中华人民共和国政治人物、第十一届全国人民代表大会湖北地区代表。
毕业于北京邮电大学载波专业，是中共党员。担任湖南省电信公司总经理。2008年起担任全国人大代表。